# 小林孝吉
小林孝吉（こばやし たかよし、1953年3月6日-　）は、文芸評論家、元学校法人神奈川大学常務理事。

## 人物・来歴
長野県生まれ。明治学院大学文学部卒業。博士（学術）九州大学。新日本文学会会員、『新日本文学』（2004年終刊）最後の編集委員。1995年、小畑精和、高良留美子らと『千年紀文学』を創刊し、編集人、会員は、原仁司、綾目広治、喜谷暢史、村松孝明、河村義人など。1987年『神奈川大学評論』創刊以来編集専門委員を務めた（2020年9月まで）。

## 著書
- 『椎名麟三論-回心の瞬間』菁柿堂 1992
- 『存在と自由 文学半世紀の経験』皓星社 1997
- 『滝沢克己存在の宇宙』創言社 2000
- 『記憶と文学 「グラウンド・ゼロ」から未来へ』御茶の水書房 2003
- 『記憶と和解 未来のために 文芸評論集』御茶の水書房 2009
- 『銀河の光修羅の闇 西川徹郎の俳句宇宙』西川徹郎文學館新書 2010
- 『島田雅彦〈恋物語〉の誕生』勉誠出版 新鋭作家論叢書 2010
- 『埴谷雄高『死靈』論 夢と虹』御茶の水書房 2012
- 『椎名麟三の文学と希望 キリスト教文学の誕生』菁柿堂 2014 ISBN 978-4-434-18935-7
- 『内村鑑三　私は一基督者である』御茶の水書房 2016
- 『原発と原爆の文学 ポスト・フクシマの希望』菁柿堂 2016
- 『内村鑑三の聖書講解　—神の言のコスモスと再臨信仰』教文館 2020